# باگواس (درباری)
باگواس (پارسی باستان: Bagāvahyā؛ ۱ ژانویهٔ ۰۴۰۰ – ۱ ژانویهٔ ۰۳۶۰) یک خواجه (جنسی) و درباری داریوش سوم و بعدها اسکندر مقدونی بود.